# Квачадзе Зураб Георгійович
Зураб Георгійович Квачадзе (нар. 1971, Тбілісі) — грузинський дипломат, генеральний консул Грузії в Одесі (2008—2011), генеральний консул Грузії в Донецьку (2011—2013).

## Біографія
Народився у 1971 році в Тбілісі в будинку по вулиці Богдана Хмельницького. Закінчив юридичний факультет Тбіліського держуніверситету.
Пройшов шлях від молодшого офіцера до начальника управління зовнішньої політики в міністерстві оборони Грузії. Останнє військове звання — майор.
З 2000 року — на дипломатичній роботі.
У 2001 році його переводять на роботу в Посольство Грузії в Києві.
З 2006 року консул Генерального консульства Грузії в Одесі.
З 2008 по 2011 рр. — Генеральний консул Грузії в Одесі. Зураб Георгійович на посаді Генерального консула Грузії в Одесі зробив дуже багато. Генконсульство перейшло в нову будівлю, в окремий гарний особняк, і вперше відкрило свої двері для постійного спілкування з одеситами. Тут регулярно проводилися туристичні та економічні форуми, культурні зустрічі, було багато благодійних заходів. Генконсул активно стимулював життєдіяльність місцевої грузинської діаспори. Почала регулярно виходити газета грузинською мовою, відкрилася недільна грузинська школа "Ана бана". Була видана чудова книга, присвячена історії проживання грузин в Одесі.
З 2011 по 2013 рр. — Генеральний консул Грузії в Донецьку.
З 2013 року займається приватним бізнесом в Одесі, де відкрив власний магазин чоловічого одягу та взуття «Grand Master Gallery».

## Нагороди та відзнаки
- Почесні грамоти Донецької обласної державної адміністрації та Донецької міської ради.